# Cleavant Derricks
Cleavant Derricks (* 15. května 1953 Knoxville) je americký herec.
Jeho matka byla pianistka a otec kazatel Cleavant Derricks starší. Jeho bratrem je herec a hudebník Clinton Derricks-Carroll.
Se svým otcem napsal gospelové album Satisfaction Guaranteed a poté odjel do New Yorku studovat herectví. Získal také Cenu Tony a Drama Desk Award za ztvárnění role Jamese „Thundera“ Earlyho ve filmu Dreamgirls.